# Вилиџ Шајерс (Пенсилванија)
Вилиџ Шајерс (енгл. Village Shires) насељено је место без административног статуса у америчкој савезној држави Пенсилванија.

## Демографија
По попису из 2010. године број становника је 3.949, што је 188 (-4,5%) становника мање него 2000. године.
| Група             | 2000.         | 2010.         |
| Белци             | 4.001 (96,7%) | 3.737 (94,6%) |
| Афроамериканци    | 25 (0,6%)     | 40 (1,0%)     |
| Азијати           | 39 (0,9%)     | 94 (2,4%)     |
| Хиспаноамериканци | 40 (1,0%)     | 49 (1,2%)     |
| Укупно            | 4.137         | 3.949         |